# You (暮蟬悲鳴時)
you是日本同人游戏制作团队07th Expansion所制作的视觉小说《暮蟬悲鳴時》中暮蟬悲鳴時解 目明篇的纯音乐片尾曲，由日本同人音乐创作者dai作曲。这首纯音乐的变奏版本也作为背景音乐在《暮蟬悲鳴時解》中多次出现。
2005年，日本歌手癒月为you作词并演唱，歌词表达了園崎詩音对北條悟史的思念之情。这个版本被收录入同人音乐专辑《Thanks/you》中，并在Niconico动画被投票选为「史上最佳动画歌曲300强」的第二名，仅次于出自《CLANNAD》的小小的手心。作为出自日本「三大同人奇迹」之一的《寒蝉鸣泣之时》的歌曲，you有不少翻唱和二次创作版本，游戏和动画中的配音员也参与了翻唱，2009年1月17日，GYARI（ココアシガレットP）使用VOCALOID中镜音铃的声库制作了二次创作版本《ボーカロイドたちがひぐらしのYOUをセッションしたようです》。